# Jacek Karamon
Jacek Karamon – polski lekarz weterynarii, doktor habilitowany nauk weterynaryjnych, profesor w Państwowym Instytucie Weterynaryjnym – Państwowym Instytucie Badawczym, specjalista od parazytologii.

## Kariera naukowa
W 2001 roku na Akademii Rolniczej w Lublinie uzyskał tytuł lekarza weterynarii. W tym samym roku został zatrudniony w Państwowym Instytucie Weterynaryjnym – Państwowym Instytucie Badawczym, gdzie w 2006 roku uzyskał stopień doktora nauk weterynaryjnych na podstawie rozprawy pt. Rola Isospora suis jako czynnika etiologicznego biegunki u prosiąt ssących oraz wykrywanie tego pierwotniaka we wczesnej fazie inwazji, której promotorem była Irena Ziomko. W 2017 roku ten sam instytut nadał mu stopień doktora habilitowanego nauk weterynaryjnych na podstawie pracy pt. Rozprzestrzenienie inwazji Echinococcus multilocularis u zwierząt w Polsce oraz analiza zróżnicowania genetycznego tego pasożyta.